# Fort główny artyleryjski 43 „Pasternik”
Fort 43 Pasternik – główny fort artyleryjski, jednowałowy, powstał po 1881 roku na miejscu półstałych fortyfikacji powstałych w latach 1872–1878. Przylegają do niego dwie polowe baterie artyleryjskie, zachowane do dziś.
W 1939 roku fort wraz z otoczeniem został przejęty przez wojsko, obecnie również tam stacjonujące. Fort 43 Pasternik leży na szczycie wzgórza Wróżna Góra (269 m n.p.m.), w Modlniczce koło Krakowa, przy drodze krajowej nr 79, 100 m od północno-zachodnich granic Krakowa i 200 m od północno-wschodnich granic Rząski na terenie Tenczyńskiego Parku Krajobrazowego.